# Малоярославецький колоністський округ
Малоярославецький колоністський округ — німецький колоністський округ, що існував у XIX столітті на територіях Аккерманського та Бендерського повітів Бессарабської області Російської імперії з центром в селі Малоярославець 1-й.

## Населення
| Рік             | 1834  | 1841  | 1859   | 1870   |
| --------------- | ----- | ----- | ------ | ------ |
| Кількість, осіб | 5 807 | 6 768 | 11 635 | 15 907 |

В першій половині XIX століття в окрузі мешкало понад 47 % від загального числа осіб німецької національности, що проживали, на той час, в Бессарабській області.

## Історія та адміністративний устрій
Розміщувався західніше Аккермана. Площа території, станом на 1859 рік, становила 52 803 десятин; налічувалося 879 дворових господарств та 1 325 безземельних родин. У 1841 році окрузі було три маслобійні, 67 млинів, 401 ткацьких верстатів, 10 церков та молитовних будинків та 10 шкіл.
До складу округу входили села Деневіц, Кацбах, Красне, Кульм, Малоярославець 1-й, Малоярославець 2-й, Плоцьк, Тарутино, Тепліц, Фершампенуаз 1-й та Фершампенуаз 2-й.
Після 1871 року на території округу утворені Краснянська, Кульмська, Малоярославецька, Тарутинська і Теплицька волості Аккерманського повіту Бессарабської губернії.